# Johann Latomus

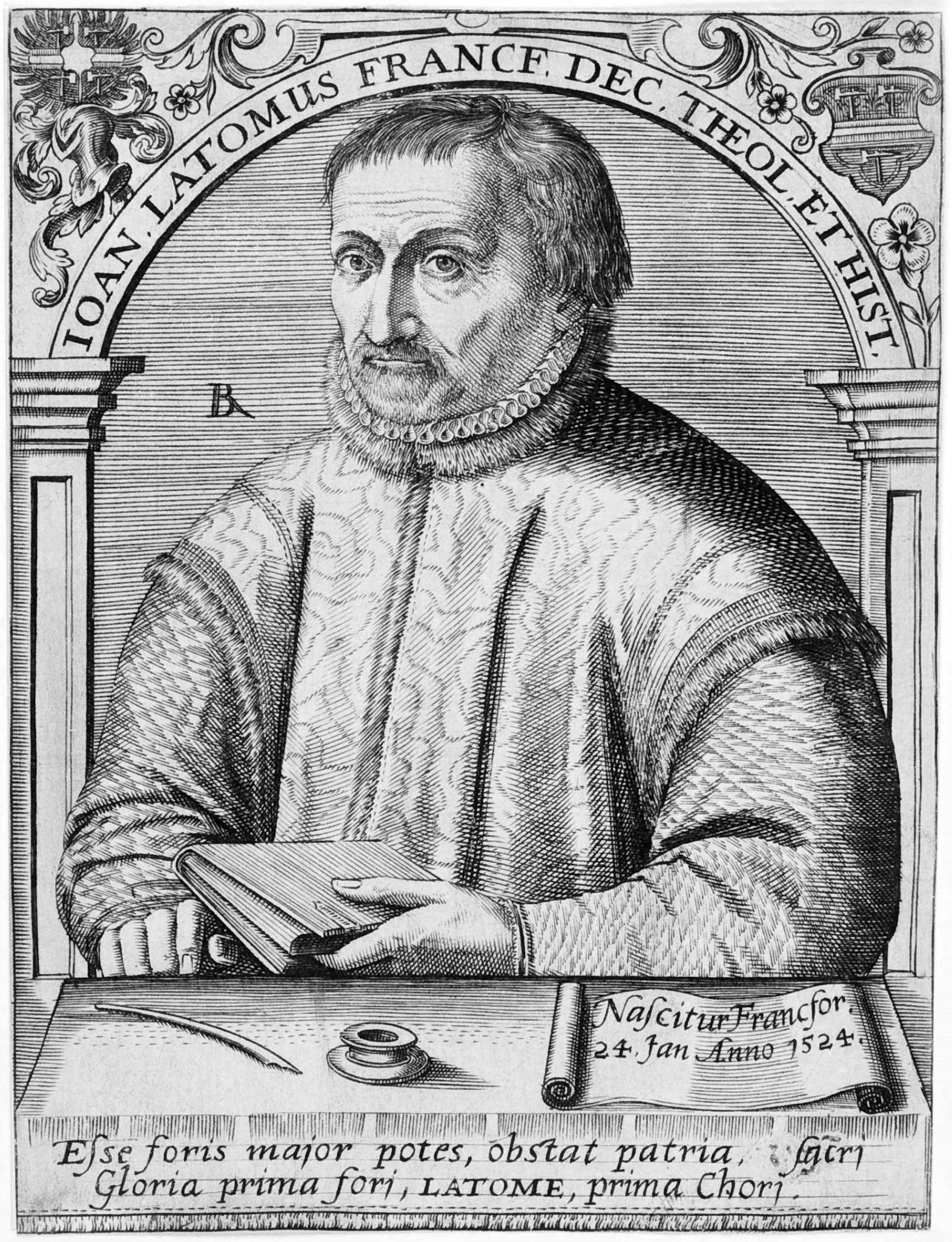
Johann Latomus, um 1560

Johann Latomus, auch Johannes Latomus, eigentl. Steinmetz (* 24. Januar 1524 in Frankfurt am Main; † 7. August 1598 ebenda) war ein katholischer Kanoniker und Chronist.

## Leben und Werk
Latomus entstammte der Frankfurter Patrizierfamilie Steinmetz, die der Stubengesellschaft Zum Frauenstein angehörte. Bereits sein Onkel Peter Niclas genannt Steinmetz war unter dem Namen Petrus Latomus Kanoniker des kaiserlichen Stifts St. Bartholomäus, seit 1531 als dessen Dechant. 1535, zwei Jahre nach der Einführung der Reformation und dem Verbot des katholischen Gottesdienstes in der Reichsstadt Frankfurt, trat Steinmetz zur protestantischen Lehre über und heiratete Anna Burckhardt, die verwitwete Tochter des Gilbrecht Burckhardt von Höchst. Mit ihr bekam er zwei Töchter und lebte als Spitalmeister im Haus Großer Engel am Römerberg. Peters Bruder Hans Niclas blieb mit seinen Söhnen Kaspar und Johann beim katholischen Bekenntnis, dem seit 1533 nur noch eine kleine Minderheit der Frankfurter Bürgerschaft angehörte.
Während sein älterer Bruder Kaspar im Rat der Stadt blieb und 1566 sogar jüngerer Bürgermeister wurde, schlug Johann eine geistliche Laufbahn ein. Er studierte in Köln, Bergen, Mainz und Freiburg, erwarb den  akademischen Grad eines Magister und trat schließlich 1543 als Kanoniker in das Frankfurter Bartholomäusstift ein. 1548 nahm die Stadt das Augsburger Interim an und gab die Frankfurter Stifts- und Klosterkirchen, darunter die Bartholomäuskirche, an das Erzbistum Mainz zurück, um die städtischen Privilegien als Wahl- und Krönungsort der Römisch-deutschen Kaiser nicht zu gefährden.
1551 wurde Latomus Kustos des Bartholomäusstiftes und 1561 dessen Dechant. Er reorganisierte die Verwaltung des Stifts und versuchte 1564 den Jesuitenorden an das Dominikanerkloster zu holen. Dagegen protestierten die lutherischen Prediger, vor allem Hartmann Beyer und Matthias Ritter, beim Rat der Stadt und erzwangen die Ausweisung der Jesuiten 1566. Durch seine Stellung als Vertrauter des Mainzer Erzbischofs Daniel Brendel von Homburg und als Kaiserlicher Kommissar für die 1579 von Kaiser Rudolf II. angeordnete Buchzensur bei der Frankfurter Buchmesse hatte Latomus trotzdem Einfluss auf die Frankfurter Politik. Latomus stiftete testamentarisch den Katholischen Almostenkasten als Pendant zum 1531 eingeführten Allgemeinen Almosenkasten, dem die Stadt die Armenfürsorge, den Unterhalt der evangelischen Kirchen und die Führung der Tauf-, Trau- und Sterberegister übertragen hatte.
Aus heutiger Sicht ist Latomus vor allem als Verfasser zweier handschriftlicher Frankfurter Chroniken in lateinischer Sprache bedeutend. Die im Wesentlichen 1562 verfassten Antiquitates dienten dem internen Gebrauch im Bartholomäusstift. Als erster neuzeitlicher Chronist versuchte er darin unter anderem, die Lage der in mittelalterlichen Urkunden erwähnten karolingischen Königspfalz Frankfurt zu bestimmen. Latomus vermutete ihren Ursprung im Saalhof, dem ältesten erhaltenen Frankfurter Bauwerk, das er für die Pfalz Ludwigs des Frommen hielt. Für die Antiquitates nutzte er ältere Chroniken und das Archiv des Bartholomäusstiftes.
Die zweite, 1583 erstellte Chronik unter dem Namen Acta aliquot vetustiora in civitate Francofurtensi ab aetate Pipini parvi Francorum regis usque ad tumultum rusticum, id est annum 1525 war für eine breitere Öffentlichkeit bestimmt. Sie behandelt die Zeit von Pippin dem Kurzen bis zum Frankfurter Zunftaufstand 1525, mit dem sich die reformatorische Lehre in Frankfurt durchzusetzen begann. Obwohl Latomus darin einen schroff antilutherischen Standpunkt einnahm und ihn als ein besonderes Werkzeug des Teufels bezeichnete, fanden die Acta auch in der protestantischen Bürgerschaft großes Interesse. Frühere Frankfurter Chroniken handelten lediglich von Selbsterlebtem oder gingen nicht früher als bis zum Anfang des 14. Jahrhunderts zurück.

## Werke
- Historia de Monguntinis Episcopis
- Historia Principum Austrasiae a Carolo Hastano usque ad Philippum III Hispaniae regem
- Antiquitates quaedam civitatis et potissimum ecclesiae Francfordensis
- Acta aliquot vetustiora in civitate Francofurtensi (...)

Die beiden Chroniken Antiquitates und Acta sind handschriftlich erhalten. Sie wurden 1884 in den Quellen zur Frankfurter Geschichte veröffentlicht.